# Calomys expulsus
Calomys expulsus là một loài động vật có vú trong họ Cricetidae, bộ Gặm nhấm. Loài này được Lund mô tả năm 1841.